# Лабрадор
Вижте пояснителната страница за други значения на Лабрадор.
Лабрадор (на френски: Péninsula du Labrador; на английски: Labrador Peninsula) е един от най-големите полуострови в света, разположен в североизточната част на Северна Америка, на територията на Канада, заемащ части от провинциите Квебек и Нюфаундленд и Лабрадор.

## Географско положение, граници, големина
Полуостров Лабрадор се простира в източната част на Канада. На запад бреговете му се мият от водите на заливите на Северния ледовит океан Джеймс и Хъдсън, а на север протока Хъдсън го отделя от остров Бафинова земя. На североизток граничи с море Лабрадор, на изток протока Бел Айл го отделя от остров Нюфаундленд, а на югоизток бреговете му се мият от водите на залива Сейнт Лорънс. На югозапад се свързва с континента по линията от залива Рупърт (част от залива Джеймс) на запад но нос Мон (северния край на естуара на река Сейнт Лорънс) на изток, която е с дължина 833 km. От север на юг се простира на 1470 km, а от запад на изток – на 1575 km. В тези си граници заема площ над 1,6 млн. km².

## Брегове, крайбрежни острови
Западните и северните му брегове са предимно ниски, плоски, заблатени, на места от шхерен тип (островите Настапока, Хопуел и др.). Тук по-големите заливи са: Унгава, Диана, Ковик, Москито, Когалук, Гийом Делил и много други. Североизточното крайбрежие на море Лабрадор е високо, скалисто и от фиордов тип. Тук по-големите заливи и фиорди са: Севън Айлъндс, Начвакфиорд, Саглек, Хамилтън и др. Югоизточното крайбрежие на залива сейнт Лорънс е предимно праволинейно. В близост до бреговете на Лабрадор са разположени и стотици малки острови и скали, като най-големите са: Акпаток, Чарлз, Килиник, Норт Аулатсивик, Код, Саут Аулатсивик, Дог, Пол, Кикертавак, Тунунгаюалок и др.

## Геоложки строеж, полезни изкопаеми, релеф
Полуостров Лабрадор е изграден основно от докамбрийски скали (гранит, гнайси, габро). В геоложко отношение е част от Канадския щит, а орографски – от източната област на Лорънсийските възвишения. От север на юг се простира една от най-големите в света рудни зони, включваща огромни находища на железни и титанови руди. Повърхността на полуострова е хълмиста със следи от антропогенно заледяване. Източната му част е издигната и тук се простира планината Торнгат с височина до 1621 m. Централните му части са заети от обширното Езерно плато с височина 500 – 800 m.

## Климат
Климатът на полуострова е субарктичен и умерен и се намира под силното влияние на Северния ледовит океан (залива Хъдсън) и студеното Лабрадорско течение. Средната януарска температура е от -28°С на северозапад до -12°С на югоизток, а средната юлска – от 7°С на север до 18°С на юг. Годишната сума на валежите е от 250 mm на север до 1200 mm на юг. Големи части от полуострова са заети от зони с вечно замръзнала почва.

## Води
През полуостров Лабрадор протичат стотици големи реки, теченията на които изобилстват от прагове и водопади, поради което те не са плавателни. Най-големите реки са: Ла Гранд (893 km), Коксоак (874 km), Чърчил (856 km), Истмейн (756 km), Гранд Бален (724 km),  Джордж (565 km), Наташкуан (410 km) и др. Тук са разположени и хиляди естествени и изкуствени (язовири) езера, най-големите от които са: естествени – Клируотър (3830 km²), Мелвил (3069 km²), Мистасини (2335 km²), Биенвил (1249 km²), Минто (761 km²) и др.; изкуствени (язовири) – Смолууд (6527 km²), Каниаписко (4318 km²) и др.

## Растителност, животински свят
Преобладаващата растителност на полуостров Лабрадор са лесотундрата и редките гори, съставени от черен и бял смърч, ела и лиственица. На юг са разпространени тъмни иглолистни гори (тайга), на места с примеси от широколистни видове. Разпространени са и обширни лесоундрови пасища. Животинският свят е представен от множество животни с ценни кожи (златка, лисица, рис, ондатра).

## Стопанство, население
Полуостров Лабрадор е много слабо населен. Населените места са разположени главно по крайбрежието, но селищата са предимно малки. По-големите са: Шефървил и Лабрадор Сити (центрове на железнодобивни райони), Сет Ил (на брега на залива Сейнт Лорънс), Форт Шимо (на брега на залива Унгава) и др. Поминъкът на населението е свързан с рудодобива, дърводобива и дървообработването, лова на животни с ценни кожи, риболова и др.

## Историческа справка
Предполага се, че първите европейци достигнали до бреговете на Лабрадор около 1000 г. са норвежките викинги предвождани от Лейф Ериксон. През 1501 г. португалският мореплавател Гаспар Кортериал също достига до източните брегове на полуострова и наименува новооткритата земя „Lavrador“, което на португалски означава земеделец, тъй като тук той открил местни индианци земеделци. През 1534 г. френският мореплавател Жак Картие открива и описва югоизточните му брегове, през 1602 г. английският мореплавател Джордж Уеймут – северните му брегове, а през 1610 г. видният английски мореплавател Хенри Хъдсън – западните му брегове. В периода от 1884 до 1904 г. канадският геолог и географ Албърт Питър Лоу неговите сътрудници в продължение на 20 години обхождат, описват, изследват и картографират вътрешността на целия полуостров с неговите стотици реки и хиляди езера.